# كأس إفريقيا للأندية البطلة 1980
كأس أفريقيا للأندية البطلة 1980 هي النسخة 16 من دوري أبطال أفريقيا .
توج كانون ياوندي الكاميروني بالكأس على حساب بيليما .